# Nikolász Iliász
Nikolász Iliász (ur. 3 listopada 1991 w Budapeszcie) – węgierski szablista, dwukrotny medalista mistrzostw świata.
W 2008 roku zdobył złoty medal drużynowo i brązowy indywidualnie na mistrzostwach świata juniorów w Acireale. Na rozgrywanych rok później mistrzostwach świata juniorów w Belfaście ponownie zdobył złoto w turnieju drużynowym. Wywalczył również złoto indywidualnie na mistrzostwach świata juniorów w Baku w 2010 roku i brązowy na mistrzostwach świata juniorów w Jordanii w 2011 roku.
Podczas mistrzostw świata w Antalyi w 2009 roku Węgrzy w składzie: Tamás Decsi, Nikolász Iliász, Balázs Lontay i Áron Szilágyi zdobyli drużynowo brązowy medal. W tej samej konkurencji zdobył również srebrny medal na mistrzostwach świata w Rio de Janeiro w 2016 roku.
Nigdy nie wziął udziału w igrzyskach olimpijskich.